# Hrara
Hrara  (in arabo حرارة‎?) è un centro abitato e comune rurale del Marocco situato nella provincia di Safi, regione di Marrakech-Safi. Conta una popolazione di 26 103 abitanti (censimento 2014).